# إبديس
بلدية إبديس (بالإسبانية: Ibdes) هي بلدية تقع في مقاطعة سرقسطة التابعة لمنطقة أراغون شمال شرق إسبانيا.

## الديموغرافيا
بلغ عدد سكان بلدية إبديس 482 نسمة عام 2011 (وفقاً للمعهد الوطني الإسباني للإحصاء).
| 620 | 583 | 540 | 534 | 525 | 510 | 482 |